# 谢尔盖·什捷缅科
谢尔盖·马特维耶维奇·什捷缅科（俄语：Сергей Матвеевич Штеменко，1907年2月7日—1976年4月23日），蘇聯將領，大将。

## 生平
什捷缅科出生于乌留平斯克农民家庭，于1926年加入红军，1930年加入苏联共产党，同年毕业于塞瓦斯托波尔高射炮兵学校，进入炮兵部队服役，任排长、炮兵连连长兼政治指导员、独立炮兵营参谋长、炮兵团第一副参谋长。后调入装甲兵，1937年12月毕业于工农红军机械化和摩托化学院（1967年称马利诺夫斯基装甲兵学院），任独立坦克教导营营长。1938年9月进入总参军事学院高等战略战役干部训练班学习。
第二次世界大战期间，1939年9月什捷缅科参加了入侵波兰，在乌克兰方面军第6集团军司令部作战部任见习参谋。苏芬战争时在总参作战部帮助工作，得到了华西列夫斯基赏识。1940年秋毕业于总参军事学院，进入总参作战部方向处工作，处长为米哈伊尔·尼古拉耶维奇·沙罗欣。1941年8月起任总参作战部方向处副处长。莫斯科战役后，担任总参谋部作战部近东处负责人，晋升少将军衔，参与了英苏入侵伊朗行动。1942年6月任总参作战部副部长，参与了克里木战役、高加索会战、斯大林格勒战役等。先后受到了上级安东诺夫、贝利亚的赏识。1943年4月起任总参作战部第1副部长。由于准备库尔斯克会战计划，得到斯大林的肯定，1943年5月出任总参作战部部长。每夜子时后要收集整理掌握过去一昼夜从方面军到师一级的作战情况，向最高统帅汇报、回答疑问，制定作战计划。1943年11月晋升上将军衔，陪同最高统帅参加德黑兰会议。1943年底至1944年还作为大本营代表参与了解放克里木战役、列宁格勒-诺夫哥罗德战役、白俄罗斯会战之莫吉廖夫战役、普斯科夫—奥斯特罗夫战役，1945年6月参与制定粉碎日本关东军的作战计划。
1946年4月起任总参谋部副总参谋长兼作战部部长，1948年11月晋升一級上將担任苏联武装部队总参谋长兼苏联武装力量部副部长，1952年6月任苏军驻德集群参谋长。1953年3月斯大林逝世后担任苏军第1副总长，赫鲁晓夫和马林科夫除掉贝利亚后，认为什捷缅科和贝利亚关系密切，1953年6月什捷缅科被降为中将并任西西伯利亚军区参谋长，1956年8月31日朱可夫主张下什捷缅科晋升上将军衔并任总参侦察总局局长，1957年10月28日什捷缅科随着朱可夫倒台被降为中将，赋闲1959年什捷缅科任伏尔加沿岸军区第一副司令。1961年6月任外高加索军区第1副司令，1962年7月任苏联陆军参谋长，1964年4月任苏军总参谋部动员部部长，晋升上将军衔，1968年8月任华沙条约组织武装部队总参谋长，晋升大将军衔，组织制订了突袭占领捷克斯洛伐克作战计划。
什捷缅科曾3次被提名授予苏联元帅军衔，但未获晋升，1952年苏共19大当选中央候补委员。
著有《新的法律和兵役》，莫斯科1968年版；《关于普遍义务兵役制》，莫斯科1968年版；《苏联陆军》，莫斯科1968年第2版；《战争年代的总参谋部》，1—2部，莫斯科1973—1975年版；《二战的最后六个月》，莫斯科1973年版。《苏军的解放使命》，莫斯科1975年版。 
克拉斯诺达尔红旗军事学院以什捷缅科命名。